# Farol da Ponta da Ferraria
O Farol da Ponta da Ferraria localiza-se na Ponta da Ferraria, na Ilha de São Miguel, Açores, Portugal.
- Nº nacional: 719.
- Nº internacional: D-2655.

Trata-se de uma torre prismática branca com dezoito metros de altura e um edifício anexo.